# 무안군

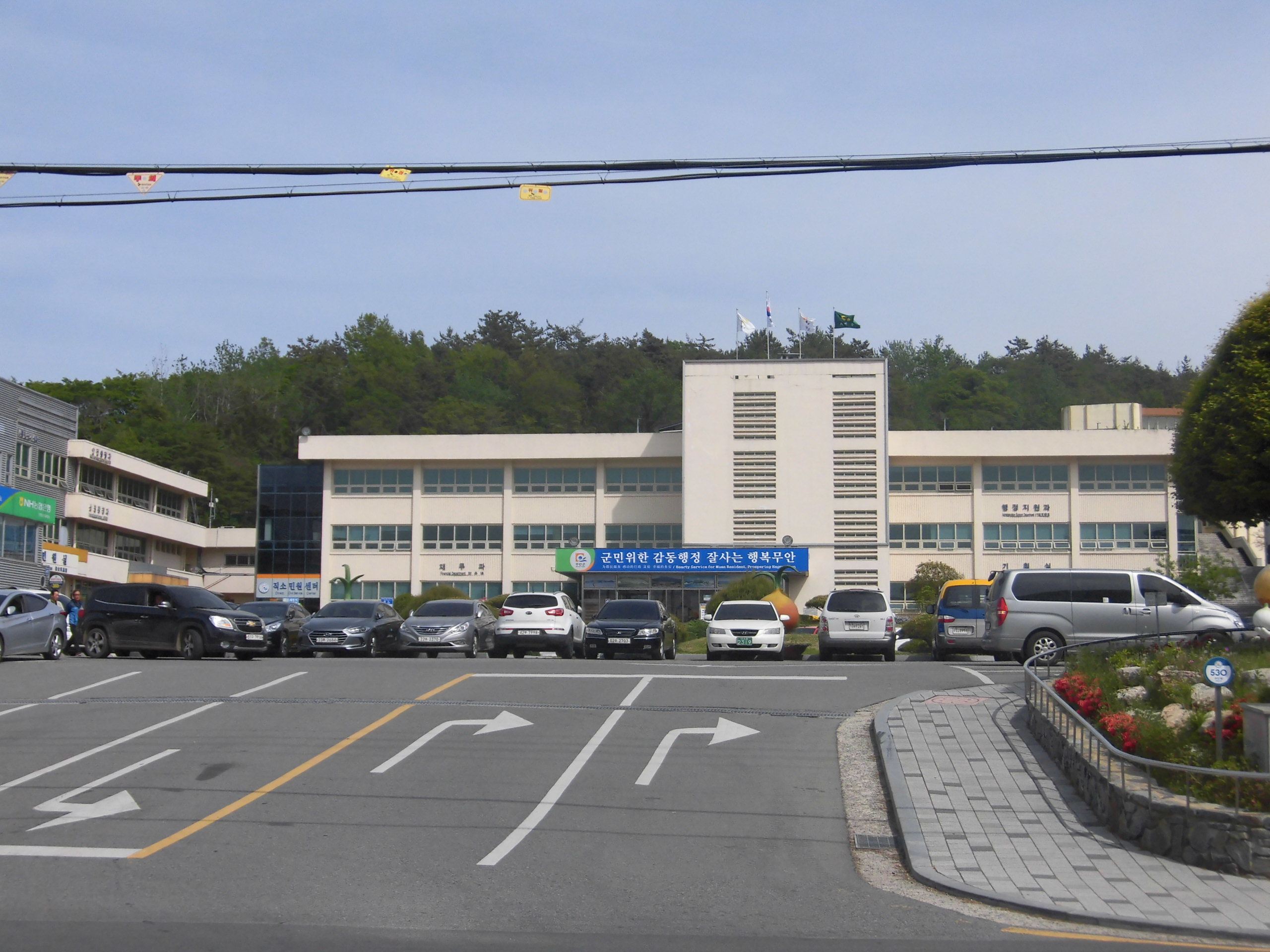
무안군청

무안군(務安郡, Muan-gun)은 대한민국 전라남도 서부 무안반도에 있는 군이자, 전라남도청 소재지이다. 면적은 448.95㎢, 인구는 약 8만 명으로 전라남도의 군 중에서 가장 인구가 많은 군이다. 서쪽은 신안군, 남서쪽에는 목포시, 북쪽은 영광군·함평군, 동쪽으로 영산강을 건너 영암군·나주시와 접한다.
전라남도청은 삼향읍의 남악신도시에 있다. 군청 소재지는 무안읍이고, 행정구역은 3읍 6면이다.

## 역사
| Daedongyeojido (Gyujanggak) 18-06.jpg | Daedongyeojido (Gyujanggak) 18-05.jpg |
| Daedongyeojido (Gyujanggak) 19-06.jpg | Daedongyeojido (Gyujanggak) 19-05.jpg |

- 1910년 10월 1일 : 무안부를 목포부로 개칭하였다.
- 1914년 4월 1일 : 목포부를 분해하여, 도시 지역인 부내면만 목포부로 남기고, 부내면을 제외한 목포부의 나머지 면과 지도군 대부분이 무안군으로 개편되었다.[2] 무안군청은 목포부 내에 두었다.

25면 - 이로면, 일로면, 박곡면, 청계면, 현경면, 망운면, 해제면, 삼향면, 외읍면, 석진면, 지도면, 임자면, 사옥면, 자은면, 암태면, 장산면, 하의면, 비금면, 압해면, 선도면, 흑산면, 기좌면, 안창면, 팔금면, 도초면
- 1917년 : 외읍면(外邑面)을 면성면(綿城面)으로 개칭하였고, 선도면(蟬島面)과 사옥면(沙玉面)을 지도면에 편입하고, 기좌면(箕佐面)·안창면(安昌面)·팔금면(八禽面)을 안좌면으로 합면하였다. (21면)
- 1923년 9월 - 1924년 9월 : 암태도 소작쟁의.

일제강점기 대표적인 농민운동으로 꼽힌다. 지주 문재철이 소작료를 7~8할로 수탈을 지속하자 일제경찰에 항거하면서 재판소 앞에서 단식투쟁을 이어갔다. 그 결과 소작료를 4할로 낮추는 성과를 이루었다.
- 1931년 4월 1일 : 외읍면(外邑面)을 면성면(綿城面)으로 개칭하였다.[4]
- 1932년 11월 4일 : 석진면(石津面)과 박곡면(朴谷面)을 석곡면(石谷面)으로 합면하였다. (20면)
- 1939년 4월 1일 : 석곡면을 몽탄면(夢灘面)으로 개칭하였다.[5]
- 1957년 11월 6일 : 면성면을 무안면(務安面)으로 개칭하였다.[6]
- 1963년 1월 1일 : 이로면의 5개리가 목포시에, 이로면의 석현·옥암·대양리가 삼향면에 편입되어 이로면이 폐지되고, 진도군 마진도(馬津島)를 장산면에 편입하였다.[7] (19면)
- 1968년 12월 28일 : 무안군청을 목포시에서 현 위치(무안면)로 이전하였다.
- 1969년 1월 1일 : 무안군의 도서지역(지도면, 임자면, 자은면, 비금면, 도초면, 흑산면, 하의면, 장산면, 안좌면, 암태면, 압해면)이 신안군으로 분군하였다.[8] (8면)
- 1971년 5월 27일 : 망운면에 운남출장소를 설치하였다.
- 1979년 5월 1일 : 무안면이 무안읍으로 승격하였다.[9] (1읍 7면)
- 1980년 12월 1일 : 일로면이 일로읍으로 승격하였다.[10] (2읍 6면)
- 1983년 2월 15일 : 망운면 운남출장소가 운남면으로 승격하였다. (2읍 7면)
- 2005년 : 광주광역시에 있던 전라남도청이 무안군 삼향면으로 이전하였다.
- 2007년 8월 24일 : 삼향면 남악리에 남악출장소를 설치하였다.
- 2011년 1월 1일 : 삼향면이 삼향읍으로 승격하였다. (3읍 6면)
- 2020년 6월 8일 : 일로읍 망월리 중 오룡지구 택지개발구역이 법정리 오룡리로 분리·신설하였다.

## 지리
무안군은 전라남도 서남부 무안반도에 위치한 군으로 동쪽으로는 나주시, 서쪽으로는 황해와 목포시, 신안군의 직할섬과 인접하며 남쪽으로는 영산강하굿둑과 영암군이, 북쪽으로는 함평군과 마주하고 있다.
노령산맥이 감방산, 국사봉을 남북으로 이어 목포시의 유달산에 연결되어 있으며 국도1호선을 따라 청계, 삼향일대를 연결하는 넓은 평야가 전개되어 있고 동남을 횡류하는 영산강은 목포과 영암을 잇는 하굿둑의 완공으로 전천후 농토 조성등이 이루어졌다. 대체적으로 야산지대로 형성되어 있으며 사질 및 점토질 토양이 많아 양파, 마늘, 고구마, 참깨, 연초 등 고소득 작목 재배에 적합하다. 그로 인해 특산물이 대표적으로 양파이다.

## 행정 구역
무안군의 행정 구역은 3읍 6면 104 법정리, 426 행정리로 나뉘어 있다. 면적은 448.95km2이다. 전남도청은 삼향읍에, 무안군청은 무안읍에 소재한다.

### 행정구역 목록
2021년 12월을 기준으로 다음과 같다.
| 읍·면  | 한자   | 세대   | 인구   | 면적   |
| ------ | ------ | ------ | ------ | ------ |
| 무안읍 | 務安邑 | 5,500  | 10,946 | 35.67  |
| 일로읍 | 一老邑 | 6,734  | 16,432 | 66.32  |
| 삼향읍 | 三鄕邑 | 16,725 | 40,219 | 44.54  |
| 몽탄면 | 夢灘面 | 1,872  | 3,088  | 63.08  |
| 청계면 | 淸溪面 | 3,601  | 6,291  | 65.49  |
| 현경면 | 玄慶面 | 2,733  | 4,512  | 55.34  |
| 망운면 | 望雲面 | 1,108  | 1,920  | 19.11  |
| 해제면 | 海際面 | 2,837  | 4,826  | 64.43  |
| 운남면 | 雲南面 | 1,629  | 2,873  | 34.93  |
| 무안군 | 務安郡 | 42,739 | 91,107 | 448.95 |

### 행정 구역 통합 문제
이 지역은 삼국시대, 통일신라, 고려, 조선을 거치며 하나의 행정 구역이었던 것이, 일제강점기 때 개항장이었던 목포가 부(시)로 분리되고, 1969년 신안군마저 분군되면서 현재 행정구역이 목포시, 무안군, 신안군으로 쪼개진 상태다. 1995년 지방자치제 시행으로 전국적으로 많은 지역들이 시·군 통합으로 도농복합시로 출범했지만, 이 지역은 통합되지 못했다.
무안군은 통합에 반대의사를 나타내고 있지만, 목포시와 통합하면 세금 인상 및 농촌지역 소외가 이루어진다고 반대의사를 나타내면서 자발적으로 시승격을 이루려고 하고 있다.
지역별로는 삼향읍을 중심으로 한 일로읍, 청계면 등 남부지역은 통합찬성, 무안읍을 중심으로 하는 북부지역은 통합반대의사를 나타내고 있다.
행정구역 통합문제 변천사
- 1910년 무안부가 목포부로 개칭
- 1914년 목포부 부내면(도시 지역)만 목포부로 분리, 나머지 지역은 무안군으로 개편
- 1969년, 무안군에서 신안군 분군(섬 지역과 육지 지역 분리), 새로운 무안이라는 뜻에서 신안군의 이름이 지어졌다.
- 1994년, 1995년, 1998년, 1999년 총 3번(1차는 주민의견조사서 교부 문제로 주민투표 자체가 무산)에 걸친 무안반도 통합 주민투표에서 목포시와 신안군 주민은 압도적으로 찬성을 하였으나, 무안군 주민의 반대로 통합이 무산되었다.[14]
- 2009년 정부의 행정구역 자율통합으로 다시 한 번 무안반도 통합 문제가 수면 위로 떠올랐다. 11월 주민여론조사(표본 : 목포 1000명, 무안/신안 각 700명, 집전화 여론조사)에서 무안/신안군 지역 응답자들의 반대가 높게 나와서 통합을 위한 후속 절차가 무산되었다.[15] 이번에는 과거와 달리 무안읍을 제외한 무안군 지역의 일방적인 반대가 많이 수그러들고, 신안군의회 의장이 마을 이장들에게 반대 호소문을 발송하는 등 신안군 지역의 반대 여론 조성 움직임이 있었고, 무안과 신안 지역에 터무니없는 허위사실 현수막이 많이 게시되었다.[16] 그리고, 무안군수가 공무원 동원해 통합 반대 단체에 활동비를 지원한 사실이 드러났다.[17][18]
- 2011년 말, 목포시장/목포시의회가 전라남도지사를 거쳐 지방행정체제개편추진위원회에 무안반도 통합 건의서를 제출하면서 또 다시 통합 문제가 대두되었다.[19] 2012년 4월, 지방행정체제개편추진위원회에서 무안반도 통합은 여론조사를 거치도록 함에 따라,[20] 4월 27일부터 5월 중순까지 약 3주 간 최소 1000명 ~ 최대 1500명을 대상으로 RDD 방식의 CATI(전화 면접)으로 여론조사를 실시한다.[21] 각 지역을 방문해 단체장을 비롯한 지역 인사들이 참석한 간담회 개최, 지역 주민 의견 직접 청취 등을 거쳐 5월 말에서 6월에 통합 후보지가 결정되며, 통합 후보지로 결정되면 2013년 6월에 주민투표를 실시하게 됐지만[22] 2012년 6월 13일 지방행정체제개편추진위원회 발표에서 무안반도가 통합 추진 대상에서 제외됨에 따라 6번째 통합 도전도 물거품이 되었다.[23] 이에 대해, 정종득 목포시장은 "통합의 당초 취지를 살리지 못하고 형평성 마저 상실, 심히 유감스럽다"면서 "국회에 재심의를 요청하겠다"고 밝혔다. 또, 도청이전 예정지역이란 이유로 특별법상 특례를 적용해 충남의 홍성+예산과 경북의 안동+예천은 통합대상에 포함된 반면 도청이전이 완료된 무안반도가 제외된 것은 이치에 맞지 않고, 정부의 '신발전지역 육성을 위한 투자촉진특별법'의 동일한 경제권역인 새만금권과 광양만권은 통합대상에 포함하면서 무안반도를 제외한 것 또한 형평성에 어긋난다는 주장이다.[24] 시민단체들도 전국의 도청 소재지와 예정지는 통합 대상에 포함된 반면, 무안반도만 통합대상에서 제외한 것에 대해 재검토해줄 것을 건의하기도 했다.
- 반면, 정작 무안군은 목포시와 통합하면 세금 인상 및 농촌지역 소외가 이루어진다고 반대의사를 나타내면서[12] 자발적으로 시승격을 이루려고 하는 이중적인 태도를 보이고 있다.[13]

## 남악신도시
남악신도시는 전라남도청의 이전으로 인해 2005년부터 건설되기 시작한 계획도시다. 남악신도시는 목포시와 무안군의 경계지역에 있다. 총 계획개발지구는 옥암(목포시), 남악, 오룡, 망월(이상 무안군), 임성지구(목포시와 무안군 일대)인 총 5개 구역이며, 도청은 그 중 무안군 구역인 남악지구에 있다. 이 중 옥암, 남악지구만 완공되어 있고 오룡지구와 임성지구는 추진중에 있다.

## 인구
2014년 3월 31일 기준, 무안군 인구는 80,305명, 세대수는 33,881세대이다. 무안군은 인구 감소세를 이어오다 2005년부터 증가세로 들어섰다. 인구 유입의 주원인은 삼향읍, 일로읍의 남악신도시 개발인 것으로 조사되고 있다. 현재 인구가 지속적으로 늘고 있으며, 2013년 9월에 그동안 인구가 가장 많던 해남군을 제쳐 전남에서 인구가 가장 많은 군이 되었다. 뒤이은 2014년 3월 3일 인구 8만 명을 돌파하면서 1992년 8만2163명 이후 22년 만에 인구 8만 명선을 회복했다. 무안군 관계자에 따르면 앞으로 남악신도시 개발, 오룡지구 개발등에 힘입어 인구 10만 명을 무난히 넘어설 예정으로 보고 있다고 밝혔다. 무안군은 현재 삼향읍의 인구 증가에 의지하여 시 승격을 위해 인구 증가에 계속 공을 들이고 있다. 이렇게 무안군의 인구가 증가세를 보이고 있기는 하나 현재 남악신도시의 중심 구역인 삼향읍을 제외한 무안군의 모든 읍면의 인구는 여전히 계속해서 감소하고 있다.
전체 인구 중 전남도청이 있는 무안군 최대의 읍인 삼향읍에 거주하는 비율만 무려 41.3%에 달하며 무안군청이 있는 군 중심지에 해당하는 무안읍이 14.2%, 일로읍이 9.3%의 비율로 뒤를 잇고 있다.
이는 상당히 불균형적인 인구구조로서, 목포시의 인구가 남악신도시로 이동했음을 알 수 있다. 또한 삼향읍과 남악신도시간의 거리가 길다보니, 남악리에 삼향읍출장사무소가 생길 정도다.
무안군의 연도별 인구 추이
| 연도   | 총인구    |  | 비고                                             |
| ------ | --------- |  | ------------------------------------------------ |
| 1960년 | 293,468명 |  |                                                  |
| 1966년 | 317,742명 |  |                                                  |
| 1967년 | 316,398명 |  |                                                  |
| 1968년 | 314,861명 |  |                                                  |
| 1969년 | 314,701명 |  |                                                  |
| 1970년 | 133,615명 |  | 감소사유: 무안군 관할 도서지역이 신안군으로 분군 |
| 1975년 | 128,991명 |  |                                                  |
| 1980년 | 117,730명 |  |                                                  |
| 1985년 | 104,963명 |  |                                                  |
| 1990년 | 92,691명  |  |                                                  |
| 1995년 | 76,727명  |  |                                                  |
| 2000년 | 71,058명  |  |                                                  |
| 2005년 | 62,453명  |  |                                                  |
| 2010년 | 72,688명  |  |                                                  |
| 2015년 | 81,807명  |  |                                                  |
| 2020년 | 81,144명  |  |                                                  |

## 문화·관광
- 승달산
- 목우암
- 법천사
- 초의선사 유적지
- 회산백련지

## 교통

### 도로
국도로는 국도 제1호선, 국도 제2호선이 지나가며 서해안고속도로, 무안광주고속도로의 시점이다.

#### 고속도로
서울과 목포를 연결해주는 서해안고속도로의 시점이다. 또한 국도 제2호선 무영로를 통해서 바로 남해고속도로로 진입할 수 있다. 또 무안국제공항과 광주광역시를 연결하는 무안광주고속도로도 있다.
| 10 · 남해고속도로     | 국도 제2호선 무영로(죽림 분기점 ↔ 남악 분기점) ↔ 서영암 나들목                                  |
| 12 · 무안광주고속도로 | 무안공항 나들목 ↔ 북무안 나들목 ↔ 함평 분기점                                                   |
| 15 · 서해안고속도로   | 국도 제1호선, 국도 제2호선(목포 나들목) ↔ 죽림 분기점 ↔ 일로 나들목 ↔ 무안 나들목 ↔ 함평 분기점 |

- 남해고속도로, 무안광주고속도로, 서해안고속도로

#### 국도
국도는 목포시부터 시작하는 국도 제1호선과 신안군으로부터 시작하는 국도 제2호선이 있다. 또한 신안 지도읍에서 시작하는 국도 제24호선도 지나간다.
국도 제1호선에 해당하는 영산로는 목포시내와 무안읍을 연결하는 주요 간선도로이다. 목포시내버스도 이 도로를 중심으로 다니고 있다. 그리고 국도 제2호선 무영로를 통해 영암군과 연결되며, 남해고속도로와 직결된다.
| 1 | 영산로 | 2 | 무영로 | 24 | 해제지도로, 현해로, 함장로 | 77 | 예정중 |

- 국도 제1호선, 국도 제2호선, 국도 제24호선, 국도 제77호선

### 철도
무안군에는 대전조차장역부터 시작하여 목포역에서 끝나는 호남선이 지나간다. 하지만 무안군 소재의 역의 이용객 수는 적고 차라리 목포역으로 가서 기차를 타는 경우가 많다.
- 호남선

(전남 함평군) ← 무안역 - 몽탄역 - 일로역 → (전남 목포시)

### 항공
무안군 망운면에는 광주광역시와 목포시의 항공수요를 담당하는 무안국제공항이 있다.
- 무안국제공항 → 무안광주고속도로 → (함평 분기점) → 서해안고속도로 → 목포시
- 무안국제공항 → 무안광주고속도로 → 광주광역시

## 교육 기관
- 국공립대학교

|  | - 목포대학교 도림캠퍼스(청계면) |

- 사립대학교

|  | - 초당대학교(무안읍) |

- 폴리텍대학

|  | - 한국폴리텍5대학 전남캠퍼스(청계면) |

- 고등학교

|  | - 남악고등학교(삼향읍) - 무안고등학교(무안읍) - 백제고등학교(무안읍) - 전남예술고등학교(삼향읍) | - 전남체육고등학교(일로읍) |

- 중학교

|  | - 남악중학교 - 망운중학교 - 무안몽탄중학교 - 무안북중학교 | - 무안중학교 - 무안청계중학교 - 무안현경중학교 - 전남체육중학교 | - 해제중학교 - 오룡중학교 - 무안행복중학교 |

- 초등학교

|  | - 남악초등학교 - 망운초등학교 - 몽탄초등학교 - 무안초등학교 | - 오룡초등학교 - 무안행복초등학교 - 삼향동초등학교 - 삼향북초등학교 - 삼향초등학교 | - 운남초등학교 - 일로동초등학교 - 일로초등학교 - 청계남초등학교 | - 청계북초등학교 - 청계초등학교 - 해제남초등학교 - 해제초등학교 | - 현경북초등학교 - 현경초등학교 |

## 대형아울렛 및 할인점
- 롯데아울렛 남악점 (남악신도시 남악지구)
- 롯데마트 남악점 (남악신도시 남악지구)
- 농협 하나로클럽 남악점 (남악신도시 남악지구)

## FM 라디오 주파수 방송 목록
- 88.1 - 광주KBS 제2라디오 해피FM (해남 대둔산)
- 88.3 - 전주KBS 제1라디오 (구례 노고단)
- 89.1 - 목포MBC 표준FM (해남 대둔산)
- 89.7 - BBS 광주불교방송 (광주 무등산)
- 90.5 - 광주KBS 제1라디오 (광주 무등산)
- 91.5 - 광주MBC FM4U (광주 무등산)
- 92.3 - 광주KBS 클래식FM (광주 무등산)
- 93.1 - febc 광주극동방송 (광주 무등산)
- 93.9 - 광주MBC 표준FM (광주 무등산)
- 94.7 - 남도국악방송 (해남 대둔산)
- 95.1 - 광주MBC FM4U (구례 노고단)
- 95.5 - 광주KBS 제2라디오 해피FM (광주 무등산)
- 96.5 - KFN 라디오 (광주 무등산)
- 97.3 - TBN 광주교통방송 (광주 무등산)
- 98.1 - 광주CBS 음악FM (광주 무등산)
- 98.3 - 목포KBS 클래식FM (목포 양을산)
- 98.7 - GGN 글로벌광주방송 (광주 무등산)
- 99.3 - 광주국악방송 (광주 무등산)
- 99.9 - cpbc 광주가톨릭평화방송 (광주 무등산)
- 100.5 - febc 목포극동방송 (목포 양을산)
- 101.1 - 광주kbc 마이FM (광주 무등산)
- 101.7 - 전주MBC 표준FM (구례 노고단)
- 102.3 - 목포MBC FM4U (목포 양을산)
- 103.1 - 광주CBS 표준FM (광주 무등산)
- 104.1 - EBS 라디오 (해남 대둔산)
- 104.5 - 전주KBS 클래식FM (구례 노고단)
- 105.3 - EBS 라디오 (광주 무등산)
- 105.9 - 목포KBS 제1라디오 (해남 대둔산)
- 106.7 - EBS 라디오 (목포 양을산)
- 106.9 - EBS 라디오 (장흥)
- 107.5 - EBS 라디오 (구례 노고단)
- 107.9 - WBS 광주원음방송 (광주 무등산)

## 자매 도시
- 대한민국 경상남도 의령군
- 대한민국 경기도 군포시
- 대한민국 경상북도 성주군
- 대한민국 경기도 구리시
- 일본 아이치현 기타나고야시[28] (2008년 7월 10일 체결)
- 중국 강소성 소주시 상숙시 (2016년 10월 21일 체결)
- 필리핀 카비테주 실랑시 (2024년 3월 20일 체결)